# 화목그린타워
화목그린타워(영어: Hwamok Green Tower)는 대한민국 경상남도 창원시 의창구 도계동에 위치한 아파트다.